# محرك صوتي حراري

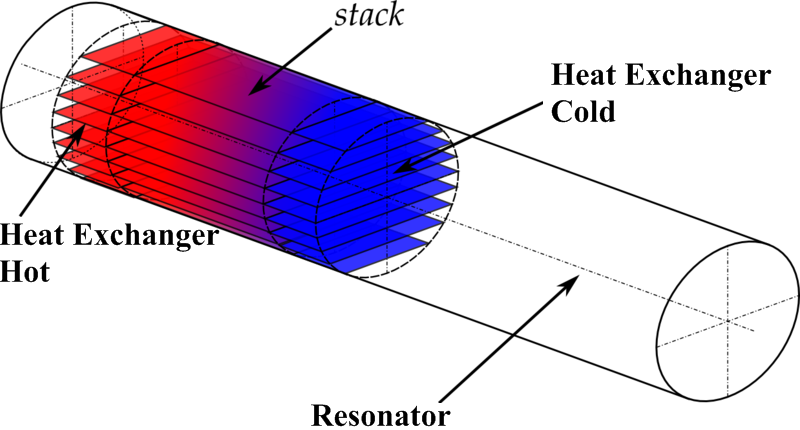
مخطط يظهر الأقسام الرئيسية في المحرك الحراري الصوتي

المحرك الصوتي الحراري هو جهاز صوتي حراري يستخدم الموجات الصوتية ذات المطال المرتفع وذلك لضخ الحرارة من مكان لآخر، أو بشكل معاكس وذلك باستعمال فرق الحرارة لتحريض تشكل أمواج صوتية ذات مطال عال. على العموم، فإن المحركات الصوتية الحرارية تقسم إلى أجهزة ذات موجة راكدة أو موجة منتقلة. هذا النوعان من الأجهزة بدورهما يقسمان إلى نمطين وذلك حسب الديناميكا الحرارية إلى محرك حراري وإلى مضخة حرارية.
على العكس من أسلوب التبريد بضغط البخار فإن المحركات الصوتية الحرارية صديقة للبيئة ولا تسبب نضوب الأوزون ولا تستخدم مواد تبريد سامة ولا تحوي الكثير من القطع الميكانيكية المتحركة لذلك فهي لا تحتاج إلى معدات تزييت.